# Gellertstraße 3 (Magdeburg)

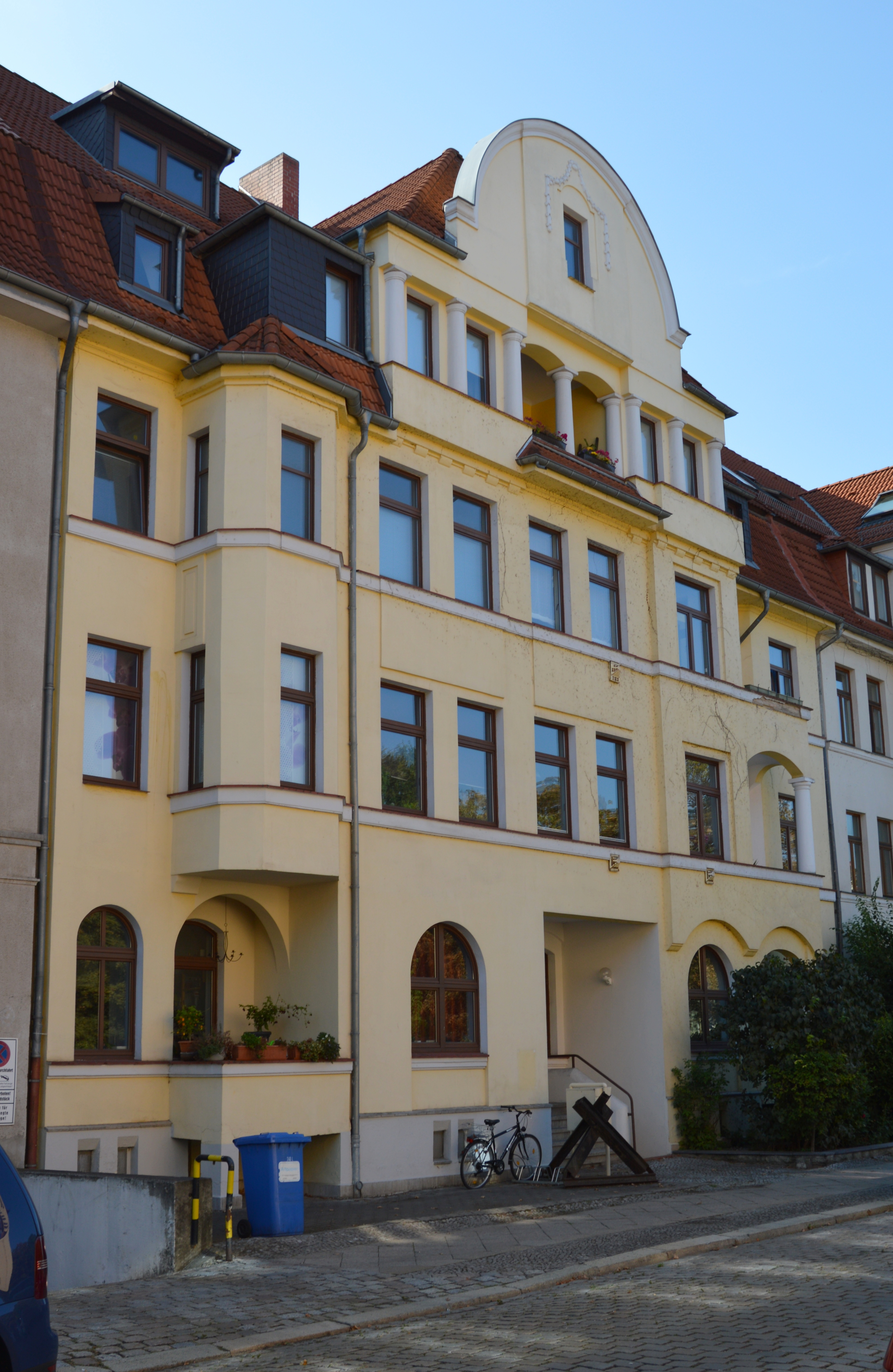
Haus Gellertstraße 3

Das Haus Gellertstraße 3 ist ein denkmalgeschütztes Gebäude in Magdeburg in Sachsen-Anhalt.

## Lage
Es befindet sich im Magdeburger Stadtteil Stadtfeld Ost auf der Westseite der Gellertstraße. Südlich grenzt das gleichfalls denkmalgeschützte Haus Gellertstraße 1 an.

## Architektur und Geschichte
Das Wohn- und Geschäftshaus wurde im Jahr 1912 vom Maurermeister Gustav Wienecke erbaut. Der dreieinhalbgeschossige verputzte Bau ist im Jugendstil gestaltet. Das Erscheinungsbild des Hauses wird von einem großen mittig angeordneten Dacherker geprägt. Der Erker wird von einem großen Bogengiebel überspannt. Unterhalb des Bogengiebels besteht am Erker eine Loggia, die von Säulen und Halbsäulen gestützt wird. Bedeckt wird das Haus von einem Mansarddach.
Das Gebäude wird als Teil des Ensembles der zeitgleich entstandenen Nachbarhäuser als städtebaulich bedeutsam eingeschätzt.
Im örtlichen Denkmalverzeichnis ist das Wohn- und Geschäftshaus unter der Erfassungsnummer 094 82251 als Baudenkmal verzeichnet.